# Rib Mountain
Rib Mountain és una població dels Estats Units a l'estat de Wisconsin. Segons el cens del 2000 tenia 7.556 habitants.

## Demografia
Segons el cens del 2000, Rib Mountain tenia 7.556 habitants, 2.697 habitatges, i 2.206 famílies. La densitat de població era de 118,6 habitants per km².
Dels 2.697 habitatges en un 39,5% hi vivien nens de menys de 18 anys, en un 75,4% hi vivien parelles casades, en un 4,2% dones solteres, i en un 18,2% no eren unitats familiars. En el 14,3% dels habitatges hi vivien persones soles el 5,5% de les quals corresponia a persones de 65 anys o més que vivien soles. El nombre mitjà de persones vivint en cada habitatge era de 2,78 i el nombre mitjà de persones que vivien en cada família era de 3,08.
Per edats la població es repartia de la següent manera: un 27,8% tenia menys de 18 anys, un 5,9% entre 18 i 24, un 29,7% entre 25 i 44, un 26,8% de 45 a 60 i un 9,8% 65 anys o més.
L'edat mediana era de 38 anys. Per cada 100 dones de 18 o més anys hi havia 99,3 homes.
La renda mediana per habitatge era de 61.294 $ i la renda mediana per família de 66.337 $. Els homes tenien una renda mediana de 45.667 $ mentre que les dones 29.071 $. La renda per capita de la població era de 27.768 $. Aproximadament el 0,4% de les famílies i l'1,7% de la població estaven per davall del llindar de pobresa.

## Poblacions més properes
El següent diagrama mostra les poblacions més properes.